# Tři chlapi v chalupě (film)
Tři chlapi v chalupě je československá filmová komedie, kterou natočil režisér Josef Mach podle scénáře Jaroslava Dietla. Do československých kin byl černobílý snímek uveden 25. prosince 1963. Vznikl jako volné pokračování televizního seriálu Tři chlapi v chalupě, vysílaného v letech 1961–1963. Hlavní role si zopakovali Lubomír Lipský, Jan Skopeček a Ladislav Trojan. O deset let později, v roce 1973, byl natočen další film s názvem Tři chlapi na cestách.

## Příběh
V chalupě v obci Ouplavice žije děda Potůček se svým synem Václavem, předsedou místního JZD, a vnukem Vendou, předsedou zdejší organizace ČSM. Otec Václav, předseda JZD, nabádá občany, aby poctivě plnili své pracovní povinnosti, protože nechce psát do hlášení o plnění závazků nepravdivé informace, a je nešťastný, že ho spoluobčané údajně nemají rádi. Venda se pohádá s Boženkou, o kterou se uchází, a odejde z pozice předsedy místní organizace ČSM. Díky dědovi, který redaktorovi namluví, že různé hromady odpadků ve vsi jsou ve skutečnosti požadované komposty, vyjde v Zemědělských rozhledech článek plný chvály za tuto činnost.

## Obsazení
- Lubomír Lipský jako děda Potůček
- Jan Skopeček jako Václav Potůček, otec, předseda JZD
- Ladislav Trojan jako Venda Potůček, syn, předseda místní organizace ČSM
- Stella Zázvorková jako babi Přibylová
- Míla Myslíková jako Kacířová, družstevnice
- Jiřina Steimarová jako Houfová, družstevnice
- Marcela Martínková jako Vokálková, družstevnice
- Čestmír Řanda jako František Drda, kočí
- Martin Růžek jako muž z ministerstva
- Otto Šimánek jako Arnošt Kacíř, družstevník a klarinetista
- Josef Kemr jako Bursík, redaktor Zemědělských rozhledů
- Karla Chadimová jako Boženka, členka ČSM a Vendova láska
- Růžena Merunková jako Karlička
- Helena Růžičková jako Zunová, družstevnice
- Dana Hlaváčová jako členka ČSM
- Josef Beyvl jako Nedoma, zedník
- Jaroslav Mareš jako Skřivánek, okresní tajemník
- Vlastimil Hašek jako Kořínek, účetní a trumpetista
- Antonín Sůra jako referent ČSM
- Petr Mach jako Stejskal, družstevník
- Zdeněk Braunschläger jako Hanzlík, družstevník
- Oleg Reif jako Krůta, družstevník
- Jan Milič jako mládenec